# Comissió Econòmica Nacional
La Comissió Econòmica Nacional va ser una comissió de reducció de dèficit dels EUA fallida creada pel Congrés dels EUA el desembre de 1987.